# Diïa
Diïa (en ukrainien : Дія) une application mobile et un portail web gouvernemental ukrainien.
Le nom Дія est à la fois le mot ukrainien pour « action » et l’acronyme de « Держава і я » : « l’État et moi ».

## Création
Le 27 septembre 2019, le ministre de la Transformation numérique Mykhaïlo Fedorov présente le projet qui doit unifier l'action du gouvernement,.
Elle permet aux citoyens de stocker le permis de conduire, son passeport et autre documents nationaux ou étrangers sur son smartphone. Elle met aussi en relation le citoyen avec des services de l'État : payer ses impôts, comme 71 autres services. Fin 2021 douze millions de personnes utilisaient le portail.

## Invasion par la Russie
Lors de l'invasion de l'Ukraine par la Russie en 2022 l'application est utilisée pour faire remonter les dégâts sur les personnes et l'infrastructure de l'Ukraine. Les militaires russes persécutent les civils pour l'usage de cette application. 